# Coşkun Taş
Pour les articles homonymes, voir Taş.
Coşkun Taş, né le 23 avril 1935 à Aydın en Turquie et mort le 12 novembre 2024, est un joueur international et entraîneur de football turc.

## Biographie

### Joueur de club
Il commence sa carrière dans le club de sa ville natale du Aydınspor avec qui il évolue jusqu'en 1952, date à laquelle il rejoint le Beşiktaş JK, où il reste sept saisons. Il part ensuite finir sa carrière en Allemagne tout d'abord au FC Cologne, puis au Bonner FV.

### Joueur en sélection
En 1954, il participe à sa première sélection avec l'équipe de Turquie. Il joue en tout trois matchs et participe à la coupe du monde 1954 en Suisse.

### Entraîneur
Après la fin de sa carrière de joueur, il reste en Allemagne et entraîne quelques clubs allemands dans des divisions inférieures.